# Wojny chłopskie

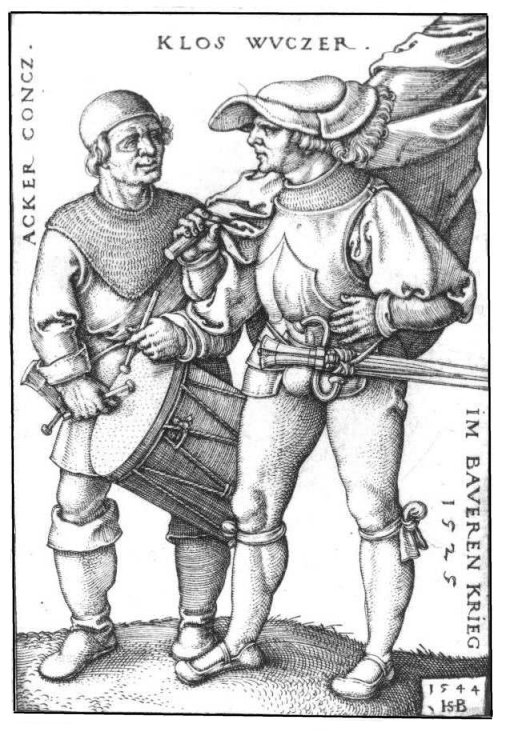
Wojska chłopskie: chorąży Klos Wuczer i dobosz Acker Koncz w miedziorycie Sebalda Behama

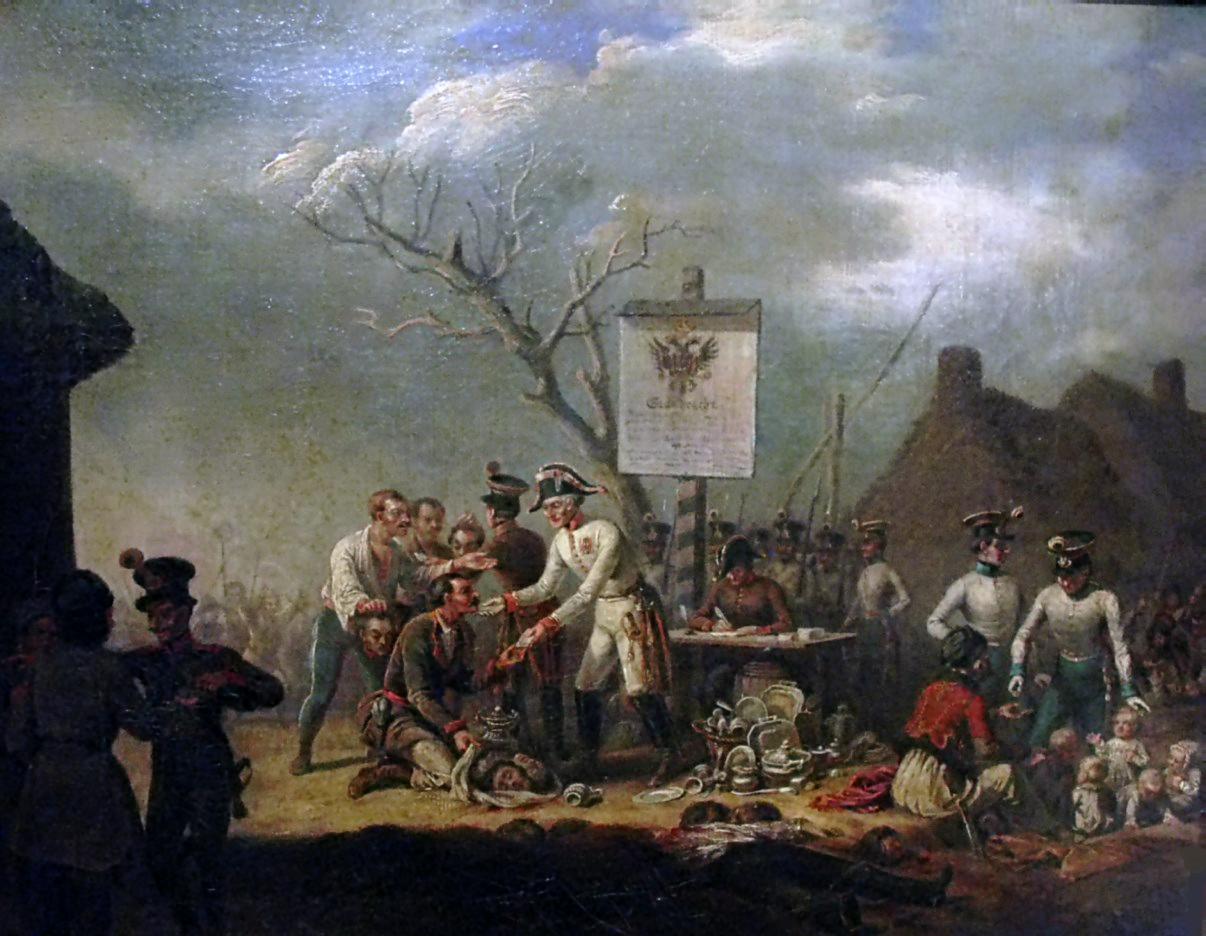
Rabacja chłopska w Galicji na obrazie Jana Nepomucena Lewickiego

Wojny chłopskie – powstania chłopskie, skierowane przeciw systemowi feudalnemu.

## Rewolty chłopskie
Powstania chłopskie były ostatnim etapem oporu chłopskiego, skierowanego przeciw uciskowi feudalnemu. Zazwyczaj poprzedzał go bierny opór w postaci umyślnego przewlekania robót (uznawanego przez szlachtę za lenistwo), otwarta odmowa pracy i zbiegostwo.
Powstania chłopskie, pomimo że obejmowały wielką liczbę uczestników i stanowiły silny wstrząs dla feudalizmu, prawie zawsze kończyły się zwycięstwem feudałów i krwawymi represjami wobec chłopów. Do wojen chłopskich zalicza się między innymi:
- powstanie chłopów francuskich (1358),
- powstanie chłopów angielskich (1381),
- wojny husyckie w Czechach (1419–1434),
- powstanie Dozsy (1514)[3],
- wojnę chłopską w Niemczech (1524–1526),
- powstania pod wodzą: Iwana Bołotnikowa (1606–1607)[4], Stieńki Razina (1665–1671), Kondratija Buławina (1707–1708) i Jemieljana Pugaczowa (1773–1775) na terenie Rosji,
- powstanie tajpingów (1851–1864) na terenie Chin,
- powstanie Chmielnickiego (1648–1657)[5],
- powstanie Kostki-Napierskiego (1651) i powstanie na Podhalu (1669–1670) na terenach I Rzeczypospolitej,
- rabację chłopską (1846) w Galicji.

Z uczestnikami powstań chłopskich obchodzono się okrutnie:
- John Ball został powieszony i poćwiartowany[6],
- Aleksander Kostka-Napierski nabity na pal a później powieszony na szubienicy[7],
- Ion Oarga i Vasile Ursu Nicola uśmierceni przez łamanie kołem, a następnie poćwiartowani[8],
- Iwan Bołotnikow po oślepieniu utopiony[9] w przerębli[4],
- Iwan Gonta obdarty ze skóry i poćwiartowany żywcem[10],
- Jan Gericke po śmierci poćwiartowany[11].

Kluczową przyczyną niepowodzeń powstań chłopskich była zbyt słaba współpraca z mieszczanami, przy równoczesnym sojuszu feudałów, na przykład powstanie chłopów francuskich w 1358 stłumili wspólnie feudałowie francuscy i angielscy, pomimo że byli ze sobą skonfliktowani. Według prof. Władysława Góry wpływ na upadek feudalizmu w wielu krajach europejskich miały wojny toczone przez rewolucyjną Francję na przełomie XVIII i XIX wieku.

## Powstania chłopskie na ziemiach polskich
Na ziemiach polskich walka chłopska nigdy nie przybrała charakteru wielkich powstań, tak jak we Francji, Anglii, Niemczech lub w Rosji. Prawdopodobną przyczyną tego była możliwość stosowania innych form oporu. Rozruchy chłopskie przekształciły się w formę powstań dopiero przy próbie zepchnięcia Kozaków do roli chłopów pańszczyźnianych, wywołując liczne powstania chłopsko-kozackie na kresach Rzeczypospolitej (powstanie Pawluka (1637), Chmielnickiego (1648), Paleja (1702), Perebinosa (1712)). Po rozbiorach podejmowane były próby łączenia likwidacji feudalizmu z walką o niepodległość Polski: spisek Franciszka Goszkowskiego (1796), działalność konspiracyjna ks. Piotra Ściegiennego. Zdecydowana walka chłopów z systemem feudalnym została nawet wykorzystana przez zaborcę do realizacji własnych celów: rabacja galicyjska (1846).